# Västanfjärds kommunvapen

Västanfjärds kommunvapen (1962–2008).

Västanfjärds kommunvapen var det heraldiska vapnet för Västanfjärds kommun i Finland. Vapnet ritades av Gustaf von Numers och godkändes av Vestanfjärds kommunfullmäktige den 29 juni 1962. Kommunens namn ändrades 30 december 1972 från Vestanfjärd till Västanfjärd. Inrikesministeriet fastställde vapnet den 18 december samma år. Kommunvapnet blev ett inofficiellt hembygdsvapen år 2009 när Västanfjärds kommun tillsammans med Kimito och Dragsfjärds kommuner bildade den nya kommunen Kimitoön.
Blasoneringen är "I ett rött fält en störtad sparre och över den en skeppsklocka; båda av guld." Vapensköldens motiv med sparren påminner i formen om kommunens initial, medan skeppsklockan syftar till betydelsen av segling för denna skärgårdskommun.